# Commission indépendante contre la corruption
La Commission indépendante contre la corruption (en chinois : 廉政公署 ; en anglais : Independent Commission Against Corruption, abréviation : ICAC) est un organisme chargé de l'application de la loi contre la corruption à Hong Kong. Elle est sous le commandement direct du chef de gouvernement de Hong Kong.
Sa fondation a notamment suivi les résultats de l'enquête pour corruption du commissaire Peter Fitzroy Godber.

## Dans la fiction
- Lee Rock et Lee Rock 2
- I Corrupt All Cops, le titre fait référence aux initiales anglaises de la Commission, ICAC.
- Cold War et Cold War 2
- Série des Storm
- Integrity
- Once Upon a Time in Hong Kong (2021)
- Once Upon a Time in Hong Kong (2023)